# Chiesa di Sant'Andrea in Corneliano
La chiesa di Sant’Andrea in Corneliano è la parrocchiale di Montebudello, frazione di Valsamoggia, in città metropolitana ed arcidiocesi di Bologna.

## Origine del nome
Il nome Corneliano, che si riferiva ad un’antica famiglia romana, indicava in origine l’abitato dove la chiesa sorgeva. Il toponimo Monte budello era riferito al nucleo di case intorno al castello: quando i due paesi si unirono, questa denominazione finì per indicarli entrambi.

## Storia
La chiesa compare per la prima volta in un documento del 1027. Sorgendo al confine tra i territori di Bologna e Modena, si trasferì più volte da una diocesi all’altra: si sa che nel 1204 passò alla diocesi di Bologna. Fu chiesa plebanale fino al 1573, anno in cui finì sotto la giurisdizione della pieve di Bazzano; dal 1614 al 1692 fu alle dipendenze della pieve di Monteveglio, mentre in seguito tornò ad essere essa stessa pieve, senza altre chiese dipendenti.
L’edificio venne modificato nel Seicento e fu completamente rifatto nel Settecento, dopo il terremoto. Il campanile “a matita” attuale fu costruito nel 1808, mentre al 1889 risale la realizzazione della nuova facciata. La chiesa subì infine importanti interventi di restauro alla fine del Novecento: venne riaperta nel 1990 dopo trent’anni di inagibilità.
Delle diverse opere d’arte che essa custodiva nei secoli scorsi, oggi rimane la pala d’altare raffigurante il “Martirio di Sant’Andrea”, di autore sconosciuto.